# Sean Lampley
Sean James Lampley (nacido el 3 de septiembre de 1979 en Harvey, Illinois), es un exbaloncestista de Estados Unidos. Jugaba en la posición de base.

## Clubes
| Club                     | País           | Temporadas |
| ------------------------ | -------------- | ---------- |
| Saskatchewan Hawks       | Estados Unidos | 2002       |
| Red Bull Thunder         | Estados Unidos | 2002       |
| Miami Heat               | Estados Unidos | 2002-2003  |
| Dakota Wizards           | Estados Unidos | 2003       |
| Golden State Warriors    | Estados Unidos | 2003       |
| Makedonikos B.C.         | Grecia         | 2004       |
| Dakota Wizards           | Estados Unidos | 2004-2005  |
| Barangay Ginebra Kings   | Filipinas      | 2005-2006  |
| Artland Dragons          | Alemania       | 2006       |
| Indiana Pacers           | Estados Unidos | 2006       |
| Club Baloncesto Axarquía | España         | 2007       |
| Melbourne Tigers         | Australia      | 2007-2008  |
| Al Jaysh Army SC Doha    | Catar          | 2008-2009  |